# Paulo Pisco
Paulo Alexandre de Carvalho Pisco (22 de agosto de 1961) é um deputado e político português. Foi deputado à Assembleia da República pelo círculo eleitoral da Europa na VIII legislatura pelo Partido Socialista e continua a sê-lo desde a XI legislatura. Antes de entrar para a política, Pisco foi jornalista e estudou e obteve uma licenciatura em Filosofia pela Universidade Nova de Lisboa e uma pós-graduação em Estudos Europeus pela Université Libre de Bruxelles.
Atualmente, integra a Comissão de Negócios Estrangeiros e Comunidades Portuguesas, onde coordena o Grupo Parlamentar Socialista, além de ser membro da Comissão de Assuntos Europeus.
Desde 9 de outubro de 2017, representa Portugal na Assembleia Parlamentar do Conselho da Europa, integrando o Grupo Socialistas, Democratas e Verdes. Ao longo do seu mandato, tem participado em diversas comissões, tendo anteriormente desempenhado funções como Presidente e Vice-Presidente em algumas delas.
Atualmente, é membro da Subcomissão das Crianças e Jovens Refugiados e Migrantes, da Subcomissão das Diásporas e da Integração, bem como da Comissão das Migrações, dos Refugiados e das Pessoas Deslocadas.
Além disso, Pisco exerce o cargo de Presidente do Grupo Parlamentar de Amizade Portugal-Luxemburgo e é Vice-Presidente do Grupo Parlamentar de Amizade Portugal-França.

## Prémios e condecorações

### Prémios nacionais
- Prémio da Lusofonia - Prémio Cidadania (2018)[4][5][6]

### Condecorações estrangeiras
- Cavaleiro da Ordem do Mérito de Luxemburgo (15 de abril de 2015)[7][8][9]